# Mistrovství světa ve fotbale hráčů do 17 let 2011
Mistrovství světa ve fotbale hráčů do 17 let 2011 se konalo od 18. června do 10. července v Mexiku. Turnaj, pořádaný pod patronací FIFA, byl čtrnáctým v pořadí a odehrával se ve městech: Mexico City, Guadalajara, Monterrey, Morelia, Santiago de Querétaro, Pachuca a Torreón. Obhájcem titulu bylo Švýcarsko, které vyhrálo MS 2009 v Nigérii. Na turnaji mohli hrát hráči narození po 1. lednu 1994 (včetně). Vítězem se stala mexická fotbalová reprezentace do 17 let.

## Pořadatelská města a stadiony
| Město                 | Stadion               | Kapacita |
| --------------------- | --------------------- | -------- |
| Mexico City           | Estadio Azteca        | 105 064  |
| Guadalajara           | Estadio Omnilife      | 49 850   |
| Monterrey             | Estadio Universitario | 43 257   |
| Morelia               | Estadio Morelos       | 41 500   |
| Santiago de Querétaro | Estadio Corregidora   | 35 550   |
| Pachuca               | Estadio Hidalgo       | 30 000   |
| Torreón               | Estadio Corona        | 30 000   |

## Kvalifikace
| Konfederace | Kvalifikační turnaj                                       | Kvalifikováni                                            |
| ----------- | --------------------------------------------------------- | -------------------------------------------------------- |
| AFC         | Mistrovství Asie ve fotbale hráčů do 16 let 2010          | Severní Korea Uzbekistán1 Austrálie Japonsko             |
| CAF         | Mistrovství Afriky ve fotbale hráčů do 17 let 2011        | Burkina Faso Rwanda1 Konžská republika Pobřeží slonoviny |
| CONCACAF    | Mistrovství CONCACAF ve fotbale hráčů do 17 let 2011      | USA Kanada Panama1 Jamajka                               |
| CONMEBOL    | Mistrovství Jižní Ameriky ve fotbale hráčů do 17 let 2011 | Brazílie Uruguay Argentina Ekvádor                       |
| OFC         | Mistrovství Oceánie ve fotbale hráčů do 17 let 2011       | Nový Zéland                                              |
| UEFA        | Mistrovství Evropy ve fotbale hráčů do 17 let 2011        | Nizozemsko Německo Dánsko1 Anglie Česko2 Francie         |
| Hostitel    | Hostitel                                                  | Mexiko                                                   |

1 Tým se účastnil poprvé v historii.

2 První účast po rozdělení Československa.

## Systém turnaje
Turnaje se účastnilo celkem 24 zemí, které postoupily z kvalifikace. Ty byly rozlosovány do šesti skupin po čtyřech týmech. Ve skupinách se utkal každý s každým. Nejlepší dva týmy z každé skupiny a čtyři nejlepší celky ze žebříčku týmů na třetích místech postoupily do play off, které se hrálo podle pravidla pro vytvoření pavouka play-off se 16 týmy, které postoupily z 6 skupin na fotbalových mistrovstvích.
Ve vyřazovacích bojích se hrálo 2 × 45 minut, případně 2 × 15 minut prodloužení, pokud se nerozhodlo, kopaly se penalty.

## Základní skupiny

### Skupina A
| Tým               | Z | V | R | P | VG | IG | +/− | B |
| ----------------- | - | - | - | - | -- | -- | --- | - |
| Mexiko            | 3 | 3 | 0 | 0 | 8  | 4  | +4  | 9 |
| Konžská republika | 3 | 1 | 1 | 1 | 3  | 3  | 0   | 4 |
| Severní Korea     | 3 | 0 | 2 | 1 | 3  | 5  | −2  | 2 |
| Nizozemsko        | 3 | 0 | 1 | 2 | 3  | 5  | –2  | 1 |

| 18. června 2011 15:00 (UTC-5)             |        |               |                                                               |
| Mexiko                                    | 3:1    | Severní Korea | Estadio Morelos, Morelia rozhodčí: Stephan Studer (Švýcarsko) |
| Fierro 37' Jong K. 68' (vl.) Casillas 86' | Report | Jo 3'         | Estadio Morelos, Morelia rozhodčí: Stephan Studer (Švýcarsko) |

| 18. června 2011 18:00 (UTC-5) |        |            |                                                                    |
| Konžská republika             | 1:0    | Nizozemsko | Estadio Morelos, Morelia rozhodčí: Stephan Jafaeth Amador (Panama) |
| Kounkou 53'                   | Report |            | Estadio Morelos, Morelia rozhodčí: Stephan Jafaeth Amador (Panama) |

| 21. června 2011 15:00 (UTC-5) |        |                 |                                                           |
| Severní Korea                 | 1:1    | Nizozemsko      | Estadio Morelos, Morelia rozhodčí: Neant Alioum (Kamerun) |
| Kang N. 48'                   | Report | Gravenberch 75' | Estadio Morelos, Morelia rozhodčí: Neant Alioum (Kamerun) |

| 21. června 2011 18:00 (UTC-5) |        |                   |                                                           |
| Mexiko                        | 2:1    | Konžská republika | Estadio Morelos, Morelia rozhodčí: Tony Chapron (Francie) |
| Espericueta 40' Gómez 85'     | Report | Epako 73'         | Estadio Morelos, Morelia rozhodčí: Tony Chapron (Francie) |

| 24. června 2011 18:00 (UTC-5) |        |                   |                                                           |
| Severní Korea                 | 1:1    | Konžská republika | Estadio Morelos, Morelia rozhodčí: Pavel Královec (Česko) |
| Ju Jong-Chol 14'              | Report | Nkounkou 75'      | Estadio Morelos, Morelia rozhodčí: Pavel Královec (Česko) |

| 24. června 2011 18:00 (UTC-5)          |        |                        |                                                                   |
| Mexiko                                 | 3:2    | Nizozemsko             | Estadio Universitario, Monterrey rozhodčí: Víctor Carrillo (Peru) |
| Casillas 29' Fierro 43' González 90+4' | Report | Depay 47' Ebecilio 63' | Estadio Universitario, Monterrey rozhodčí: Víctor Carrillo (Peru) |

### Skupina B
| Tým       | Z | V | R | P | VG | IG | +/− | B |
| --------- | - | - | - | - | -- | -- | --- | - |
| Japonsko  | 3 | 2 | 1 | 0 | 5  | 2  | +3  | 7 |
| Francie   | 3 | 1 | 2 | 0 | 5  | 2  | +3  | 5 |
| Argentina | 3 | 1 | 0 | 2 | 3  | 7  | –4  | 3 |
| Jamajka   | 3 | 0 | 1 | 2 | 2  | 4  | −2  | 1 |

| 18. června 2011 15:00 (UTC-5) |        |           |                                                                           |
| Francie                       | 3:0    | Argentina | Estadio Universitario, Monterrey rozhodčí: Roberto García Orozco (Mexiko) |
| Benzia 35', 45' Haller 38'    | Report |           | Estadio Universitario, Monterrey rozhodčí: Roberto García Orozco (Mexiko) |

| 18. června 2011 18:00 (UTC-5) |        |         |                                                                   |
| Japonsko                      | 1:0    | Jamajka | Estadio Universitario, Monterrey rozhodčí: Neant Alioum (Kamerun) |
| Macumoto 61'                  | Report |         | Estadio Universitario, Monterrey rozhodčí: Neant Alioum (Kamerun) |

| 21. června 2011 15:00 (UTC-5) |        |             |                                                                   |
| Japonsko                      | 1:1    | Francie     | Estadio Universitario, Monterrey rozhodčí: Víctor Carrillo (Peru) |
| Išige 49' (pen.)              | Report | Yaisien 24' | Estadio Universitario, Monterrey rozhodčí: Víctor Carrillo (Peru) |

| 21. června 2011 18:00 (UTC-5) |        |                    |                                                                   |
| Jamajka                       | 1:2    | Argentina          | Estadio Universitario, Monterrey rozhodčí: Pavel Kralovec (Česko) |
| Barnes 89'                    | Report | Silva 23' Pugh 63' | Estadio Universitario, Monterrey rozhodčí: Pavel Kralovec (Česko) |

| 24. června 2011 15:00 (UTC-5) |        |              |                                                           |
| Japonsko                      | 3:1    | Argentina    | Estadio Morelos, Morelia rozhodčí: Neant Alioum (Kamerun) |
| Takagi 4' Ueda 20' Akino 74'  | Report | Ferreira 87' | Estadio Morelos, Morelia rozhodčí: Neant Alioum (Kamerun) |

| 24. června 2011 15:00 (UTC-5) |        |            |                                                                                |
| Jamajka                       | 1:1    | Francie    | Estadio Universitario, Monterrey rozhodčí: Helder Martins de Carvalho (Angola) |
| Lewis 9'                      | Report | Benzia 58' | Estadio Universitario, Monterrey rozhodčí: Helder Martins de Carvalho (Angola) |

### Skupina C
| Tým     | Z | V | R | P | VG | IG | +/− | B |
| ------- | - | - | - | - | -- | -- | --- | - |
| Anglie  | 3 | 2 | 1 | 0 | 6  | 2  | +4  | 7 |
| Uruguay | 3 | 2 | 0 | 1 | 4  | 2  | +2  | 6 |
| Kanada  | 3 | 0 | 2 | 1 | 3  | 6  | –3  | 2 |
| Rwanda  | 3 | 0 | 1 | 2 | 0  | 3  | –3  | 1 |

| 19. června 2011 15:00 (UTC-5) |        |                       |                                                            |
| Rwanda                        | 0:2    | Anglie                | Estadio Hidalgo, Pachuca rozhodčí: Norbert Hauata (Tahiti) |
|                               | Report | Hope 68' Sterling 86' | Estadio Hidalgo, Pachuca rozhodčí: Norbert Hauata (Tahiti) |

| 19. června 2011 18:00 (UTC-5)              |        |        |                                                            |
| Uruguay                                    | 3:0    | Kanada | Estadio Hidalgo, Pachuca rozhodčí: Alexey Nikolaev (Rusko) |
| Mascia 52' Méndez 85' (pen.) Álvarez 90+3' | Report |        | Estadio Hidalgo, Pachuca rozhodčí: Alexey Nikolaev (Rusko) |

| 22. června 2011 15:00 (UTC-5) |        |        |                                                               |
| Uruguay                       | 1:0    | Rwanda | Estadio Hidalgo, Pachuca rozhodčí: Svein Oddvar Moen (Norsko) |
| Pais 90+5'                    | Report |        | Estadio Hidalgo, Pachuca rozhodčí: Svein Oddvar Moen (Norsko) |

| 22. června 2011 18:00 (UTC-5) |        |                        |                                                         |
| Kanada                        | 2:2    | Anglie                 | Estadio Hidalgo, Pachuca rozhodčí: Omar Ponce (Ekvádor) |
| Jalali 50' Roberts 87'        | Report | Morgan 46' Turgott 77' | Estadio Hidalgo, Pachuca rozhodčí: Omar Ponce (Ekvádor) |

| 25. června 2011 15:00 (UTC-5) |        |                          |                                                                                  |
| Uruguay                       | 0:2    | Anglie                   | Estadio Corona, Torreón rozhodčí: Ali Hamad Al-Badwawi (Spojené arabské emiráty) |
|                               | Report | Chalobah 45' Clayton 58' | Estadio Corona, Torreón rozhodčí: Ali Hamad Al-Badwawi (Spojené arabské emiráty) |

| 25. června 2011 15:00 (UTC-5) |        |        |                                                           |
| Kanada                        | 0:0    | Rwanda | Estadio Hidalgo, Pachuca rozhodčí: Tony Chapron (Francie) |
|                               | Report |        | Estadio Hidalgo, Pachuca rozhodčí: Tony Chapron (Francie) |

### Skupina D
| Tým         | Z | V | R | P | VG | IG | +/− | B |
| ----------- | - | - | - | - | -- | -- | --- | - |
| Uzbekistán  | 3 | 2 | 0 | 1 | 5  | 6  | –1  | 6 |
| USA         | 3 | 1 | 1 | 1 | 4  | 2  | +2  | 4 |
| Nový Zéland | 3 | 1 | 1 | 1 | 4  | 2  | +2  | 4 |
| Česko       | 3 | 1 | 0 | 2 | 2  | 5  | –3  | 3 |

- o druhém a třetím místě rozhodl los

| 19. června 2011 15:00 (UTC-5) |        |                                   |                                                           |
| Uzbekistán                    | 1:4    | Nový Zéland                       | Estadio Corona, Torreón rozhodčí: Helder Martins (Angola) |
| T. Khakimov 39'               | Report | Carmichael 10', 36', 53' Vale 87' | Estadio Corona, Torreón rozhodčí: Helder Martins (Angola) |

| 19. června 2011 18:00 (UTC-5)        |        |       |                                                          |
| USA                                  | 3:0    | Česko | Estadio Corona, Torreón rozhodčí: Diego Abal (Argentina) |
| Guido 5' E. Rodriguez 52' Koroma 89' | Report |       | Estadio Corona, Torreón rozhodčí: Diego Abal (Argentina) |

| 22. června 2011 15:00 (UTC-5) |        |                                     |                                                           |
| USA                           | 1:2    | Uzbekistán                          | Estadio Corona, Torreón rozhodčí: Alexey Nikolaev (Rusko) |
| Koroma 47'                    | Report | Davlatov 13' Makhstaliev 54' (pen.) | Estadio Corona, Torreón rozhodčí: Alexey Nikolaev (Rusko) |

| 22. června 2011 18:00 (UTC-5) |        |             |                                                           |
| Česko                         | 1:0    | Nový Zéland | Estadio Corona, Torreón rozhodčí: Roberto García (Mexiko) |
| Juliš 28'                     | Report |             | Estadio Corona, Torreón rozhodčí: Roberto García (Mexiko) |

| 25. června 2011 18:00 (UTC-5) |        |             |                                                             |
| USA                           | 0:0    | Nový Zéland | Estadio Hidalgo, Pachuca rozhodčí: Bas Nijhuis (Nizozemsko) |
|                               | Report |             | Estadio Hidalgo, Pachuca rozhodčí: Bas Nijhuis (Nizozemsko) |

| 25. června 2011 18:00 (UTC-5) |        |                                 |                                                          |
| Česko                         | 1:2    | Uzbekistán                      | Estadio Corona, Torreón rozhodčí: Raymon Bogle (Jamajka) |
| Juliš 23' (pen.)              | Report | T. Khakimov 44' Makhstaliev 73' | Estadio Corona, Torreón rozhodčí: Raymon Bogle (Jamajka) |

### Skupina E
| Tým          | Z | V | R | P | VG | IG | +/− | B |
| ------------ | - | - | - | - | -- | -- | --- | - |
| Německo      | 3 | 3 | 0 | 0 | 11 | 1  | +10 | 9 |
| Ekvádor      | 3 | 2 | 0 | 1 | 5  | 7  | –2  | 6 |
| Panama       | 3 | 1 | 0 | 2 | 2  | 4  | –2  | 3 |
| Burkina Faso | 3 | 0 | 0 | 3 | 0  | 6  | –6  | 0 |

| 20. června 2011 15:00 (UTC-5)                               |        |            |                                                                                      |
| Německo                                                     | 6:1    | Ekvádor    | Estadio Corregidora, Santiago de Querétaro rozhodčí: Elmer Arturo Bonilla (Salvador) |
| Yesil 31', 69' Röcker 54' Aycicek 61' Ducksch 85' Aydin 90' | Report | Gruezo 51' | Estadio Corregidora, Santiago de Querétaro rozhodčí: Elmer Arturo Bonilla (Salvador) |

| 20. června 2011 18:00 (UTC-5) |        |             |                                                                               |
| Burkina Faso                  | 0:1    | Panama      | Estadio Corregidora, Santiago de Querétaro rozhodčí: Bas Nijhuis (Nizozemsko) |
|                               | Report | Aguilar 22' | Estadio Corregidora, Santiago de Querétaro rozhodčí: Bas Nijhuis (Nizozemsko) |

| 23. června 2011 15:00 (UTC-5) |        |                                         |                                                                               |
| Burkina Faso                  | 0:3    | Německo                                 | Estadio Corregidora, Santiago de Querétaro rozhodčí: Paul Delgadillo (Mexiko) |
|                               | Report | Günter 4' Aycicek 26' (pen.) Weiser 64' | Estadio Corregidora, Santiago de Querétaro rozhodčí: Paul Delgadillo (Mexiko) |

| 23. června 2011 18:00 (UTC-5) |        |                        |                                                                                         |
| Panama                        | 1:2    | Ekvádor                | Estadio Corregidora, Santiago de Querétaro rozhodčí: Nawaf Ghayyath Shukralla (Bahrajn) |
| Aguilar 33'                   | Report | Jaime 61' Cevallos 82' | Estadio Corregidora, Santiago de Querétaro rozhodčí: Nawaf Ghayyath Shukralla (Bahrajn) |

| 26. června 2011 15:00 (UTC-5) |        |                          |                                                                 |
| Burkina Faso                  | 0:2    | Ekvádor                  | Estadio Omnilife, Guadalajara rozhodčí: Alexey Nikolaev (Rusko) |
|                               | Report | Cevallos 74' Mercado 76' | Estadio Omnilife, Guadalajara rozhodčí: Alexey Nikolaev (Rusko) |

| 26. června 2011 15:00 (UTC-5) |        |                      |                                                                              |
| Panama                        | 0:2    | Německo              | Estadio Corregidora, Santiago de Querétaro rozhodčí: Norbert Hauata (Tahiti) |
|                               | Report | Aydin 10' Weiser 39' | Estadio Corregidora, Santiago de Querétaro rozhodčí: Norbert Hauata (Tahiti) |

### Skupina F
| Tým               | Z | V | R | P | VG | IG | +/− | B |
| ----------------- | - | - | - | - | -- | -- | --- | - |
| Brazílie          | 3 | 2 | 1 | 0 | 7  | 3  | +4  | 7 |
| Pobřeží slonoviny | 3 | 1 | 1 | 1 | 8  | 7  | +1  | 4 |
| Austrálie         | 3 | 1 | 1 | 1 | 3  | 3  | 0   | 4 |
| Dánsko            | 3 | 0 | 1 | 2 | 2  | 8  | –5  | 1 |

| 20. června 2011 15:00 (UTC-5)  |        |        |                                                                                  |
| Brazílie                       | 3:0    | Dánsko | Estadio Omnilife, Guadalajara rozhodčí: Ali Al Badwawi (Spojené arabské emiráty) |
| Ademilson 32', 78' Wallace 57' | Report |        | Estadio Omnilife, Guadalajara rozhodčí: Ali Al Badwawi (Spojené arabské emiráty) |

| 20. června 2011 18:00 (UTC-5) |        |                   |                                                                 |
| Austrálie                     | 2:1    | Pobřeží slonoviny | Estadio Omnilife, Guadalajara rozhodčí: Raymond Bogle (Jamajka) |
| Makarounas 51' Tombides 77'   | Report | Coulibaly 18'     | Estadio Omnilife, Guadalajara rozhodčí: Raymond Bogle (Jamajka) |

| 23. června 2011 15:00 (UTC-5) |        |            |                                                                    |
| Austrálie                     | 0:1    | Brazílie   | Estadio Omnilife, Guadalajara rozhodčí: Stephen Studer (Švýcarsko) |
|                               | Report | Adryan 76' | Estadio Omnilife, Guadalajara rozhodčí: Stephen Studer (Švýcarsko) |

| 23. června 2011 18:00 (UTC-5)       |        |                       |                                                                 |
| Pobřeží slonoviny                   | 4:2    | Dánsko                | Estadio Omnilife, Guadalajara rozhodčí: Elmer Bonilla (alvador) |
| Coulibaly 23', 37', 41' (pen.), 69' | Report | Zohore 9' Fischer 32' | Estadio Omnilife, Guadalajara rozhodčí: Elmer Bonilla (alvador) |

| 27. června 2011 10:00 (UTC-5) |        |              |                                                                             |
| Austrálie                     | 1:1    | Dánsko       | Estadio Corregidora, Santiago de Querétaro rozhodčí: Diego Abal (Argentina) |
| Remington 89'                 | Report | Sørensen 35' | Estadio Corregidora, Santiago de Querétaro rozhodčí: Diego Abal (Argentina) |

- Utkání se původně mělo odehrát 26. června, kvůli bouřce bylo ale přesunuto

| 26. června 2011 18:00 (UTC-5) |        |                                      |                                                                        |
| Pobřeží slonoviny             | 3:3    | Brazílie                             | Estadio Omnilife, Guadalajara rozhodčí: Roberto García Orozco (Mexico) |
| S. Coulibaly 11', 33', 58'    | Report | Piazón 8' Ademilson 14' Adryan 90+3' | Estadio Omnilife, Guadalajara rozhodčí: Roberto García Orozco (Mexico) |

### Žebříček týmů na třetích místech
| Sk. | Tým           | Z | V | R | P | VG | IG | +/- | B |
| --- | ------------- | - | - | - | - | -- | -- | --- | - |
| D   | USA           | 3 | 1 | 1 | 1 | 4  | 2  | +2  | 4 |
| F   | Austrálie     | 3 | 1 | 1 | 1 | 3  | 3  | 0   | 4 |
| E   | Panama        | 3 | 1 | 0 | 2 | 2  | 4  | –2  | 3 |
| B   | Argentina     | 3 | 1 | 0 | 2 | 3  | 7  | –4  | 3 |
| A   | Severní Korea | 3 | 0 | 2 | 1 | 3  | 5  | –2  | 2 |
| C   | Kanada        | 3 | 0 | 2 | 1 | 2  | 5  | –3  | 2 |

## Play off
|  | Osmifinále                              | Osmifinále                               |                                 |       | Čtvrtfinále   | Čtvrtfinále   |                                 |                                 | Semifinále | Semifinále |  |  | Finále | Finále |
|  |                                         |                                          |                                 |       |               |               |                                 |                                 |            |            |  |  |        |        |
|  | 29. června 2011 — Morelia               |                                          |                                 |       |               |               |                                 |                                 |            |            |  |  |        |        |
|  |                                         |                                          |                                 |       |               |               |                                 |                                 |            |            |  |  |        |        |
|  | Konžská republika                       | 1                                        |                                 |       |               |               |                                 |                                 |            |            |  |  |        |        |
|  | Konžská republika                       | 1                                        | 3. července 2011 — Monterrey    |       |               |               |                                 |                                 |            |            |  |  |        |        |
|  | Uruguay                                 | 2                                        |                                 |       |               |               |                                 |                                 |            |            |  |  |        |        |
|  | Uruguay                                 | 2                                        | Uruguay                         | 2     |               |               |                                 |                                 |            |            |  |  |        |        |
|  | 29. června 2011 — Torreón               |                                          | Uruguay                         | 2     |               |               |                                 |                                 |            |            |  |  |        |        |
|  |                                         | Uzbekistán                               | 0                               |       |               |               |                                 |                                 |            |            |  |  |        |        |
|  | Uzbekistán                              | Uzbekistán                               | 0                               | 4     |               |               |                                 |                                 |            |            |  |  |        |        |
|  | Uzbekistán                              |                                          | 7. července 2011 — Guadalajara  | 4     |               |               |                                 |                                 |            |            |  |  |        |        |
|  | Austrálie                               | 0                                        |                                 |       |               |               |                                 |                                 |            |            |  |  |        |        |
|  | Austrálie                               | 0                                        | Uruguay                         | 3     |               |               |                                 |                                 |            |            |  |  |        |        |
|  | 29. června 2011 — Monterrey             |                                          | Uruguay                         | 3     |               |               |                                 |                                 |            |            |  |  |        |        |
|  |                                         | Brazílie                                 | 0                               |       |               |               |                                 |                                 |            |            |  |  |        |        |
|  | Japonsko                                | Brazílie                                 | 0                               | 6     |               |               |                                 |                                 |            |            |  |  |        |        |
|  | Japonsko                                | 3. července 2011 — Santiago de Querétaro |                                 | 6     |               |               |                                 |                                 |            |            |  |  |        |        |
|  | Nový Zéland                             | 0                                        |                                 |       |               |               |                                 |                                 |            |            |  |  |        |        |
|  | Nový Zéland                             | 0                                        | Japonsko                        | 2     |               |               |                                 |                                 |            |            |  |  |        |        |
|  | 29. června 2011 — Guadalajara           |                                          | Japonsko                        | 2     |               |               |                                 |                                 |            |            |  |  |        |        |
|  |                                         | Brazílie                                 | 3                               |       |               |               |                                 |                                 |            |            |  |  |        |        |
|  | Brazílie                                | Brazílie                                 | 3                               | 2     |               |               |                                 |                                 |            |            |  |  |        |        |
|  | Brazílie                                |                                          | 10. července 2011 — Mexico City | 2     |               |               |                                 |                                 |            |            |  |  |        |        |
|  | Ekvádor                                 | 0                                        |                                 |       |               |               |                                 |                                 |            |            |  |  |        |        |
|  | Ekvádor                                 | 0                                        | Uruguay                         | 0     |               |               |                                 |                                 |            |            |  |  |        |        |
|  | 30. června 2011 — Santiago de Querétaro |                                          | Uruguay                         | 0     |               |               |                                 |                                 |            |            |  |  |        |        |
|  |                                         | Mexiko                                   | 2                               |       |               |               |                                 |                                 |            |            |  |  |        |        |
|  | Německo                                 | Mexiko                                   | 2                               | 4     |               |               |                                 |                                 |            |            |  |  |        |        |
|  | Německo                                 | 4. července 2011 — Morelia               |                                 | 4     |               |               |                                 |                                 |            |            |  |  |        |        |
|  | USA                                     | 0                                        |                                 |       |               |               |                                 |                                 |            |            |  |  |        |        |
|  | USA                                     | 0                                        | Německo                         | 3     |               |               |                                 |                                 |            |            |  |  |        |        |
|  | 30. června 2011 — Pachuca               |                                          | Německo                         | 3     |               |               |                                 |                                 |            |            |  |  |        |        |
|  |                                         | Anglie                                   | 2                               |       |               |               |                                 |                                 |            |            |  |  |        |        |
|  | Anglie(pen.)                            | Anglie                                   | 2                               | 1 (4) |               |               |                                 |                                 |            |            |  |  |        |        |
|  | Anglie(pen.)                            |                                          | 7. července 2011 — Torreón      | 1 (4) |               |               |                                 |                                 |            |            |  |  |        |        |
|  | Argentina                               | 1 (2)                                    |                                 |       |               |               |                                 |                                 |            |            |  |  |        |        |
|  | Argentina                               | 1 (2)                                    | Německo                         | 2     |               |               |                                 |                                 |            |            |  |  |        |        |
|  | 30. června 2011 — Santiago de Querétaro |                                          | Německo                         | 2     |               |               |                                 |                                 |            |            |  |  |        |        |
|  |                                         | Mexiko                                   | 3                               |       | O třetí místo | O třetí místo |                                 |                                 |            |            |  |  |        |        |
|  | Francie                                 | Mexiko                                   | 3                               | 3     | O třetí místo | O třetí místo |                                 |                                 |            |            |  |  |        |        |
|  | Francie                                 | 4. července 2011 — Pachuca               | 4. července 2011 — Pachuca      | 3     |               |               | 10. července 2011 — Mexico City | 10. července 2011 — Mexico City |            |            |  |  |        |        |
|  | Pobřeží slonoviny                       | 4. července 2011 — Pachuca               | 4. července 2011 — Pachuca      | 2     |               |               | 10. července 2011 — Mexico City | 10. července 2011 — Mexico City |            |            |  |  |        |        |
|  | Pobřeží slonoviny                       | Francie                                  | 1                               | 2     | Brazílie      | 3             |                                 |                                 |            |            |  |  |        |        |
|  | 30. června 2011 — Pachuca               | Francie                                  | 1                               |       | Brazílie      | 3             |                                 |                                 |            |            |  |  |        |        |
|  |                                         | Mexiko                                   | 2                               |       | Německo       | 4             |                                 |                                 |            |            |  |  |        |        |
|  | Mexiko                                  | Mexiko                                   | 2                               | 2     | Německo       | 4             |                                 |                                 |            |            |  |  |        |        |
|  | Mexiko                                  |                                          |                                 | 2     |               |               |                                 |                                 |            |            |  |  |        |        |
|  | Panama                                  | 0                                        |                                 |       |               |               |                                 |                                 |            |            |  |  |        |        |
|  | Panama                                  | 0                                        |                                 |       |               |               |                                 |                                 |            |            |  |  |        |        |

### Osmifinále
| 29. června 2011 15:00 (UTC-5)                                  |        |           |                                                          |
| Uzbekistán                                                     | 4:0    | Austrálie | Estadio Corona, Torreón rozhodčí: Víctor Carrillo (Peru) |
| Makhstaliev 11' T. Khakimov 40' Chapman 66' (vl.) Yarbekov 89' | Report |           | Estadio Corona, Torreón rozhodčí: Víctor Carrillo (Peru) |

| 29. června 2011 15:00 (UTC-5) |        |         |                                                                |
| Brazílie                      | 2:0    | Ekvádor | Estadio Omnilife, Guadalajara rozhodčí: Pavel Královec (Česko) |
| Ademilson 16' Léo 87'         | Report |         | Estadio Omnilife, Guadalajara rozhodčí: Pavel Královec (Česko) |

| 29. června 2011 18:00 (UTC-5) |        |                       |                                                           |
| Konžská republika             | 1:2    | Uruguay               | Estadio Morelos, Morelia rozhodčí: Raymon Bogle (Jamajka) |
| Binguila 53'                  | Report | Moreira 65' Silva 86' | Estadio Morelos, Morelia rozhodčí: Raymon Bogle (Jamajka) |

| 29. června 2011 18:00 (UTC-5)                                  |        |             |                                                                       |
| Japonsko                                                       | 6:0    | Nový Zéland | Estadio Universitario, Monterrey rozhodčí: Stephen Studer (Švýcarsko) |
| Išige 20', 22' Hajakawa 32', 80' Colvey 42' (vl.) Minamino 56' | Report |             | Estadio Universitario, Monterrey rozhodčí: Stephen Studer (Švýcarsko) |

| 30. června 2011 15:00 (UTC-5)               |        |     |                                                                           |
| Německo                                     | 4:0    | USA | Estadio Corregidora, Santiago de Querétaro rozhodčí: Omar Ponce (Ekvádor) |
| Günter 20' Weiser 40' Yesil 43' Ducksch 50' | Report |     | Estadio Corregidora, Santiago de Querétaro rozhodčí: Omar Ponce (Ekvádor) |

| 30. června 2011 15:00 (UTC-5) |             |             |                                                                       |
| Anglie                        | 2:1 po pen. | Argentina   | Estadio Hidalgo, Pachuca rozhodčí: Nawaf Ghayyath Shukralla (Bahrajn) |
| Sterling 40'                  | Report      | Padilla 12' | Estadio Hidalgo, Pachuca rozhodčí: Nawaf Ghayyath Shukralla (Bahrajn) |

| 30. června 2011 18:00 (UTC-5)     |        |                                  |                                                                               |
| Francie                           | 3:2    | Pobřeží slonoviny                | Estadio Corregidora, Santiago de Querétaro rozhodčí: Elmer Bonilla (Salvador) |
| Benzia 37' (pen.), 74' Nangis 65' | Report | S. Coulibaly 3' Diarrassouba 25' | Estadio Corregidora, Santiago de Querétaro rozhodčí: Elmer Bonilla (Salvador) |

| 30. června 2011 18:00 (UTC-5) |        |        |                                                               |
| Mexiko                        | 2:0    | Panama | Estadio Hidalgo, Pachuca rozhodčí: Svein Oddvar Moen (Norsko) |
| Fierro 2' Bueno 89'           | Report |        | Estadio Hidalgo, Pachuca rozhodčí: Svein Oddvar Moen (Norsko) |

### Čtvrtfinále
| 3. července 2011 15:00 (UTC-5) |        |            |                                                                   |
| Uruguay                        | 2:0    | Uzbekistán | Estadio Universitario, Monterrey rozhodčí: Neant Alioum (Kamerun) |
| Charamoni 29' Aguirre 64'      | Report |            | Estadio Universitario, Monterrey rozhodčí: Neant Alioum (Kamerun) |

| 3. července 2011 18:00 (UTC-5) |        |                                  |                                                                              |
| Japonsko                       | 2:3    | Brazílie                         | Estadio Corregidora, Santiago de Querétaro rozhodčí: Roberto García (Mexiko) |
| Nakadžima 77' Hajakawa 88'     | Report | Léo 16' Ademilson 48' Adryan 60' | Estadio Corregidora, Santiago de Querétaro rozhodčí: Roberto García (Mexiko) |

| 4. července 2011 15:00 (UTC-5) |        |                           |                                                           |
| Německo                        | 3:2    | Anglie                    | Estadio Morelos, Morelia rozhodčí: Pavel Královec (Česko) |
| Yesil 7', 53' Ayhan 24'        | Report | Magri 67' (pen.) Hope 83' | Estadio Morelos, Morelia rozhodčí: Pavel Královec (Česko) |

| 4. července 2011 18:00 (UTC-5) |        |                          |                                                                             |
| Francie                        | 1:2    | Mexiko                   | Estadio Hidalgo, Pachuca rozhodčí: Ali Al Badwawi (Spojené arabské emiráty) |
| Ikoko 17'                      | Report | Escamilla 14' Fierro 50' | Estadio Hidalgo, Pachuca rozhodčí: Ali Al Badwawi (Spojené arabské emiráty) |

### Semifinále
| 7. července 2011 15:00 (UTC-5)                 |        |          |                                                                  |
| Uruguay                                        | 3:0    | Brazílie | Estadio Omnilife, Guadalajara, rozhodčí: Alexey Nikolaev (Rusko) |
| Álvarez 20' (pen.) San Martín 72' Méndez 90+5' | Report |          | Estadio Omnilife, Guadalajara, rozhodčí: Alexey Nikolaev (Rusko) |

| 7. července 2011 18:00 (UTC-5) |        |                               |                                                        |
| Německo                        | 2:3    | Mexiko                        | Estadio Corona, Torreón rozhodčí: Omar Ponce (Ekvádor) |
| Yesil 10' Can 60'              | Report | Gómez 3', 90' Espericueta 76' | Estadio Corona, Torreón rozhodčí: Omar Ponce (Ekvádor) |

### O 3. místo
| 10. července 2011 15:00 (UTC-5)       |        |                                         |                                                               |
| Brazílie                              | 3:4    | Německo                                 | Estadio Azteca, Mexico City rozhodčí: Roberto García (Mexiko) |
| Wellington 22' Adryan 29' (pen.), 33' | Report | Aydin 20', 63' Günter 45+1' Aycicek 55' | Estadio Azteca, Mexico City rozhodčí: Roberto García (Mexiko) |

### Finále
| 10. července 2011 18:00 (UTC-5) |        |                            |                                                                  |
| Uruguay                         | 0:2    | Mexiko                     | Estadio Azteca, Mexico City rozhodčí: Svein Oddvar Moen (Norsko) |
|                                 | Report | Briseño 31' Casillas 90+2' | Estadio Azteca, Mexico City rozhodčí: Svein Oddvar Moen (Norsko) |

## Vítěz
| Mistrovství světa ve fotbale hráčů do 17 let 2011 Mexiko |